# Senwot africanus
Senwot africanus är en stekelart som beskrevs av Robert A.Wharton 1983. Senwot africanus ingår i släktet Senwot och familjen bracksteklar. Inga underarter finns listade i Catalogue of Life.